# Saint-Maulvis
Saint-Maulvis là một xã ở tỉnh Somme, vùng Hauts-de-France, Pháp.

## Địa lý
Thị trấn này có cự ly khoảng 12 dặm Anh về phía nam của Abbeville, trên đường D96 và đường D187.

## Dân số

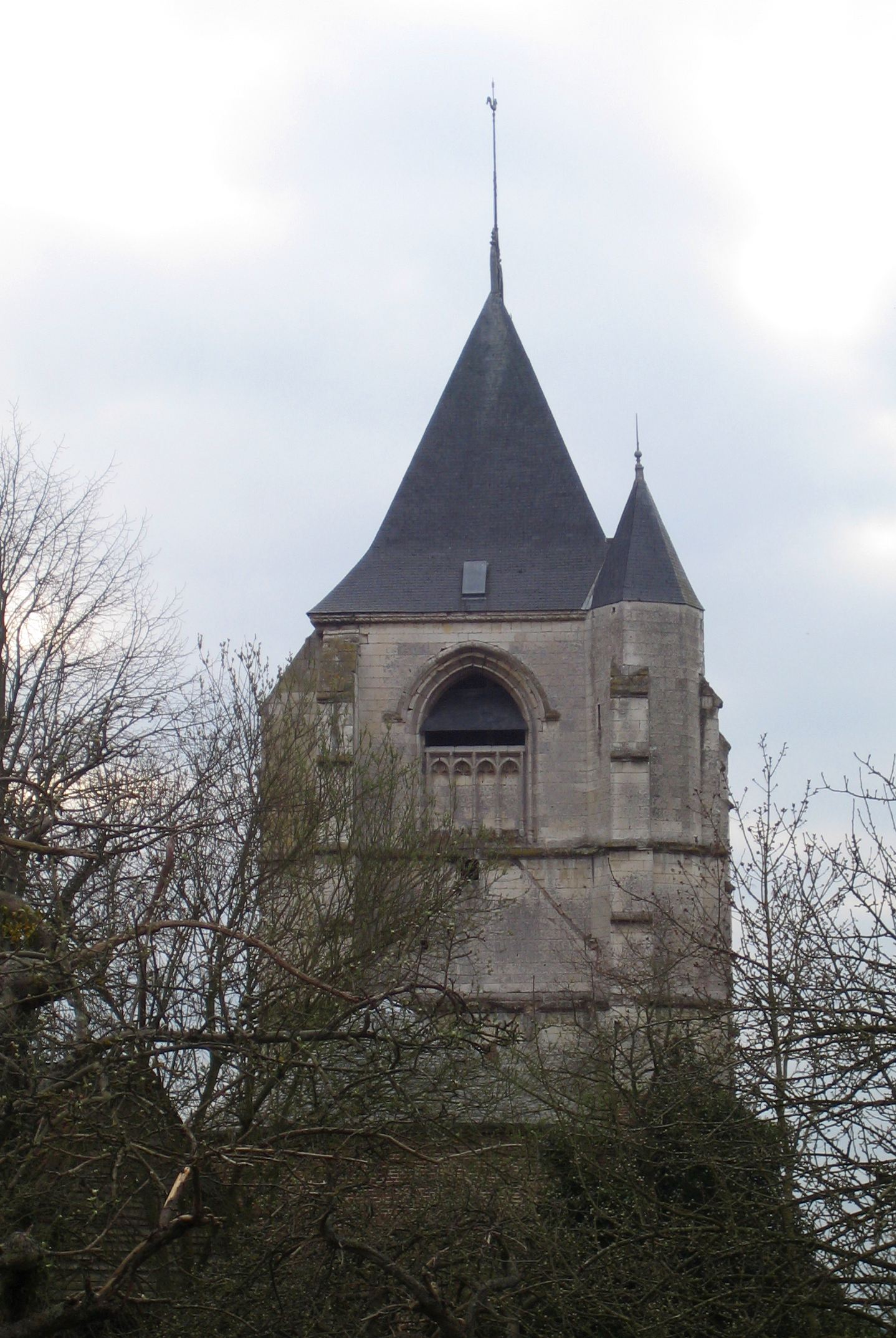
Tháp nhà thờ

| 1962                                                                             | 1968 | 1975 | 1982 | 1990 | 1999 |
| -------------------------------------------------------------------------------- | ---- | ---- | ---- | ---- | ---- |
| 236                                                                              | 293  | 294  | 242  | 205  | 226  |
| Census count starting from 1962 Source=INSEE: Population without double counting |      |      |      |      |      |